# Fajã do Varadouro

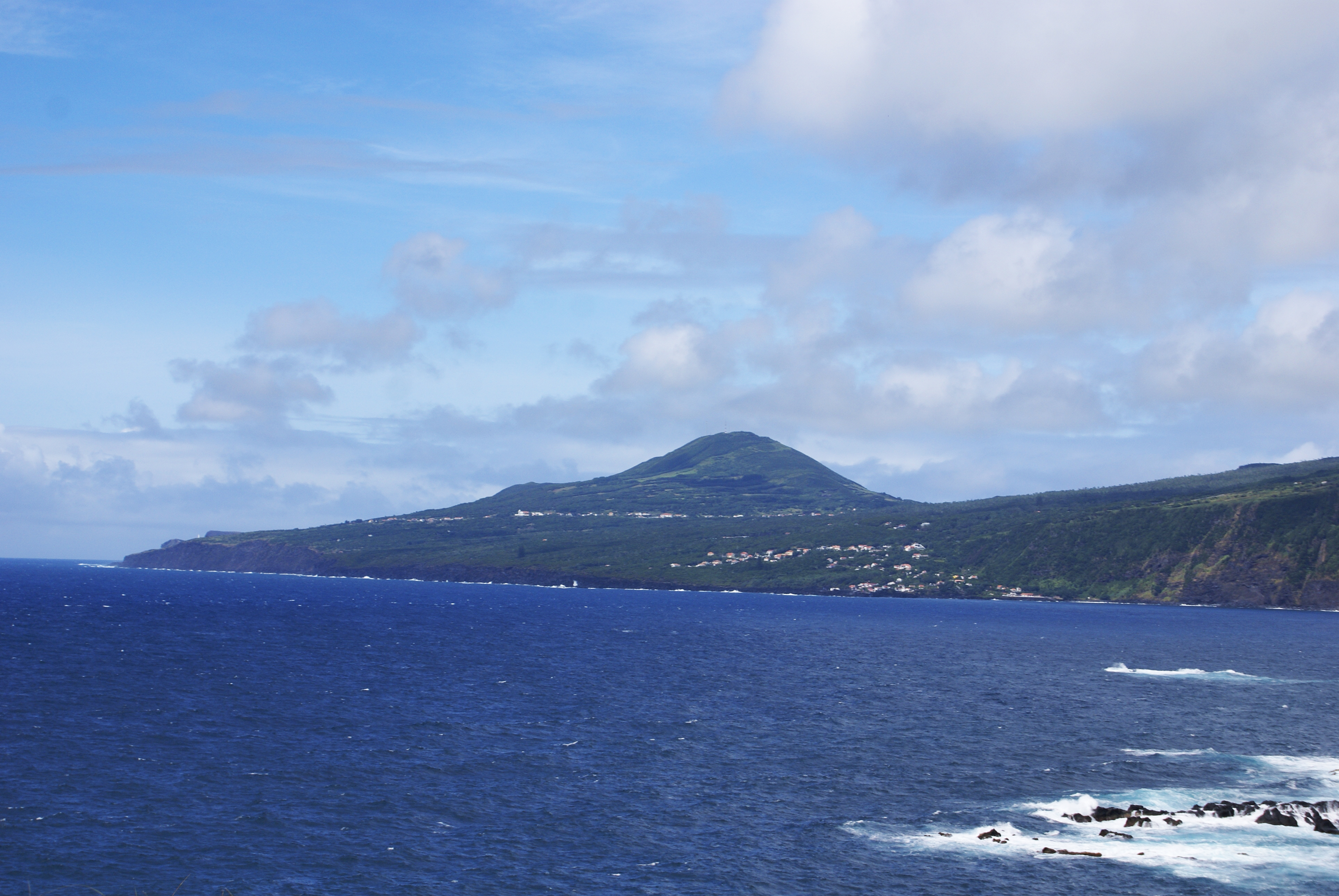
Foto feita do cimo do Monte de Castelo Branco, vista sobre o Varadouro.

Fajã do Varadouro ou mais comummente conhecida somente como Varadouro é uma fajã portuguesa da freguesia da Capelo, concelho da Horta, ilha do Faial, Açores.
Nesta fajã, situada na costa ocidental da ilha, local de micro-clima com vista sobre a encosta do Monte de Castelo Branco, além de uma estrutura portuária de razoável dimensão, que principalmente de destina à pesca e ao recreio existe também uma zona balnear bastante frequentada, as Piscinas Naturais do Varadouro e a Ermida de Nossa Senhora da Saúde, cujas festividades acontecem no 1.º Domingo de Setembro de cada ano.